# مديرية جنوب باتشكا
مديرية جنوب باتشكا هي إحدي المديريات في صربيا، تقع في الجزء الشمالي من سيرميا والجزء الجنوبي من إقليم باتشكا (Bačka)، و المركز الإداري لها هي مدينة نوفي ساد أكبر مدينة في فويفودينا. تبلغ مساحتها 4٬016 كيلومتر مربع، وبلغ عدد سكانها 615٬371 نسمة سنة 2011م.

## التقسيمات الإدارية
- Bač Municipality, Serbia [الإنجليزية]‏
- Bačka Palanka Municipality [الإنجليزية]‏
- Bački Petrovac Municipality [الإنجليزية]‏
- Bečej Municipality [الإنجليزية]‏
- Beočin Municipality [الإنجليزية]‏
- Srbobran Municipality [الإنجليزية]‏.